# STS-95

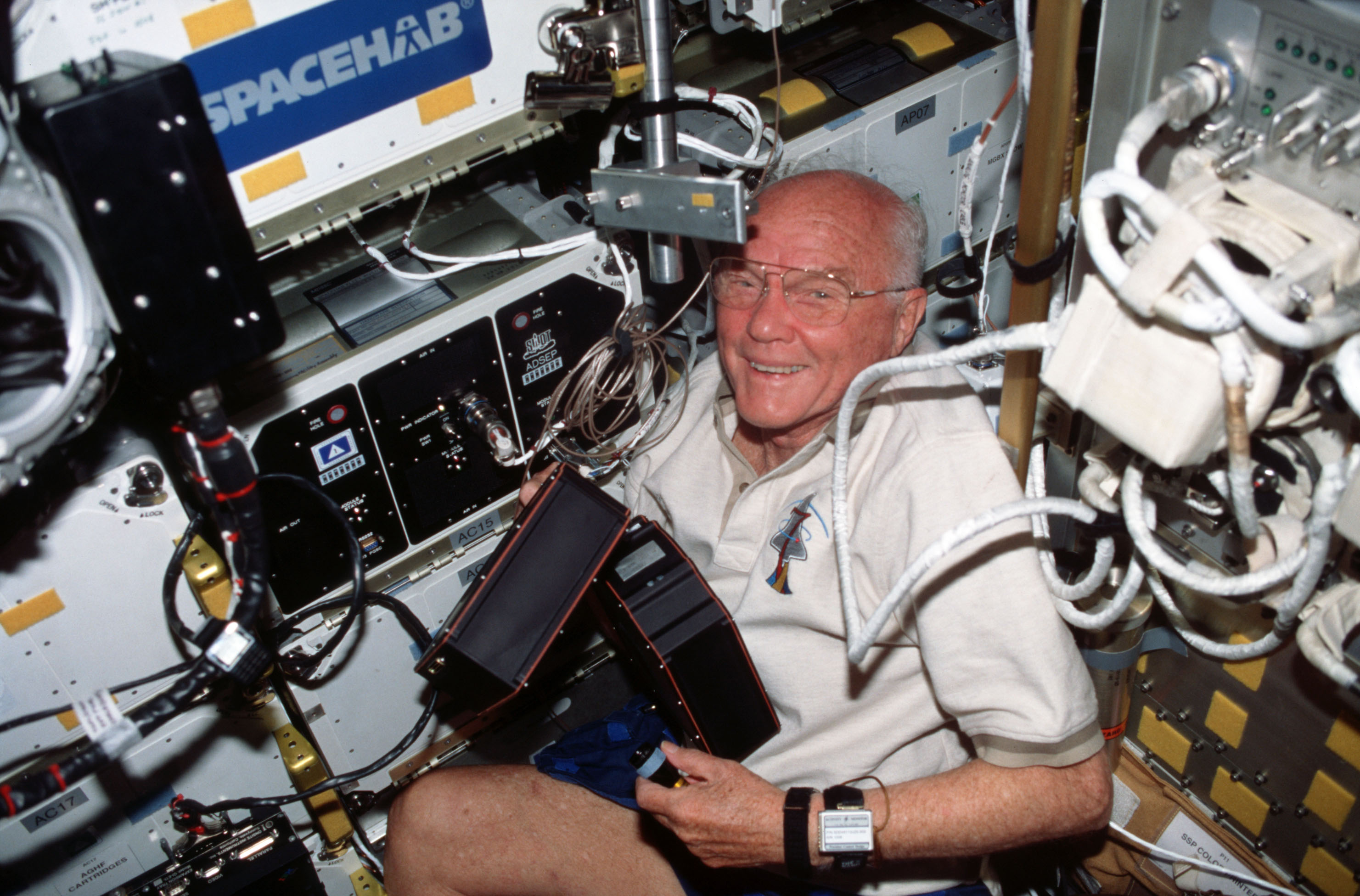
스페이스햅 싱글 모듈에 탑승 중인 존 글렌

STS-95는 1998년 10월 29일 플로리다주 케네디 우주센터에서 궤도선 디스커버리 우주왕복선(Discovery)을 이용해 발사된 우주왕복선 임무이다. 이번 비행은 디스커버리호의 25번째 비행이자 1981년 4월 우주왕복선 프로그램이 시작된 이후 비행한 92번째 임무였다. 이 임무는 전 머큐리 프로젝트 우주비행사이자 미국 상원의원 존 H. 글렌 주니어(John H. Glenn Jr.)의 귀국으로 인해 널리 알려진 임무였다. 그의 두 번째 우주 비행을 위한 공간. 77세의 글렌은 우주에 간 가장 나이 많은 사람이 되었으며, 이 기록은 82세의 월리 펑크가 2021년 7월 20일 발사된 블루 오리진 NS-16을 타고 준궤도 비행을 할 때까지 23년 동안 깨지지 않았다. 2021년 10월 13일 90세의 윌리엄 샤트너에 의해 차례가 깨졌다. 그러나 글렌은 지구 궤도에 도달한 가장 나이 많은 사람으로 남아 있다. 이 임무는 미국에서 ATSC HDTV 방송을 개시하고 출시에 대한 실시간 방송을 제공하는 것으로도 유명하다. 또 다른 첫 번째 사례로는 페드로 두케(Pedro Duque)가 우주에 간 최초의 스페인 사람이 되었다.
임무의 목표는 생명 과학 실험을 조사하고 스페이스햅(SpaceHab) 모듈을 사용하여 글렌 상원 의원에 대한 실험을 수행하는 것이었다. 이 임무의 과학적 목표는 인체에 대한 이해를 높이는 것뿐만 아니라 태양과 태양이 지구 생명체에 미치는 영향에 대한 천문학적 이해를 높이는 것이었다. 스파르탄 201호 우주선은 승무원에 의해 방출되어 셔틀에서 자유롭게 비행하면서 태양의 태양 코로나에서 발생하는 태양풍의 가속도를 연구했다. 임무는 10일도 채 지나지 않아 디스커버리 호가 케네디 우주 센터의 셔틀 착륙 시설에 착륙하여 항해를 완료하면서 진행되었다.
제45기상대대가 제공한 공식 발사 일기예보는 발사에 유리한 날씨와 셔틀착륙시설이 100% 일치했다는 점에서 이번 발사는 이례적이다.
빌 클린턴은 유인 우주 발사를 목격한 두 번째 현직 미국 대통령이 되었고, 아내 힐러리와 함께 발사 통제 센터 옥상에 합류했으며, 우주 왕복선 발사를 목격한 유일한 사람이 되었다(리처드 닉슨 대통령은 아폴로 12호 발사를 목격했다).

## 같이 보기
- 존 글렌
- 머큐리-아틀라스 6호
- 우주과학